# 두 여인의 집
"두 여인의 집"은 1970년 공개된 대한민국의 영화이다.

## 배역
- 신영균
- 김지미
- 문희
- 최남현
- 김동원
- 한은진
- 조학자